# وصية بدر (مسلسل)
وصية بدر مسلسل تدور أحداثه  حول العلاقات بين الآباء والأبناء، والإرث الذي يتركه الآباء لأبنائهم، وذلك من خلال قصة الأب بدر الذي يضع وصية واجبة التنفيذ حتى يحصل أولاده على ميراثهم الذي قٌدر بثروة طائلة، وهي تفرقهم في الحياة لمدة سنة قبل أن يحصلوا على الميراث، وأن يبدأ كل واحد منهم من الصفر.

## طاقم العمل
- محمد الطويان
- ليلى السلمان
- مهند الحمدي
- يعقوب الفرحان
- سارة اليافعي
- سالي زاك
- نغم المالكي
- ضي الهلالي
- عبدالله الحمادي
- مرزوق الغامدي
- ناجية الربيع
- نايف الفواز
- عبدالرحمن الريمي
- نورة العوض
- آلاء
- علي ابراهيم
- عبدالعزيز السكيرين
- جبران الجبران
- شيماء الفضل
- أغادير السعيد
- أسامة القس
- عبدالله القحطاني
- محمد الحارثي
- شبيب آل خليفة
- عبدالله بازرعة
- عبدالله أحمد